# 29148 Palzer
29148 Palzer este un asteroid din centura principală de asteroizi.

## Descriere
29148 Palzer este un asteroid din centura principală de asteroizi. A fost descoperit pe 10 mai 1988 la Observatorul La Silla de Werner Landgraf. El prezintă o orbită caracterizată de o semiaxă mare de 3,24 ua, o excentricitate de 0,18 și o înclinație de 3,7° în raport cu ecliptica.